# 182
182 (CLXXXII) var ett normalår som började en måndag i den julianska kalendern.

## Händelser

### Okänt datum
- Commodus skickar sin syster Lucilla i exil till Capri.

## Födda
- Sun Quan, grundare av det kinesiska kungariket Wu